# Azores de Hidalgo Fútbol Club
Los Azores de Hidalgo (oficialmente «Azores Futbol Club S.A.». Es un club de fútbol mexicano con sede original en la ciudad de Apan. Fue fundado el 3 de diciembre de 2017 por un grupo de empresarios locales.
Es el segundo equipo de fútbol Tulese más reconocido entre los que siguen desaparecidos junto con el Atlético de Hidalgo, es uno de los dos clubes de fútbol profesional del municipio tolteca. El club milito en el Sector Amateur del Fútbol Mexicano de 2017 al 2021. El club ejerció de local desde el año 2020 en el Estadio de la Asociación Deportiva Tula A.C., que cuenta con una capacidad o aforo total para 1 507 espectadores.

## Historia

### Fundación y primeros años (2017)
El club original fue fundado en 2017, a partir de ese año comenzó a participar en diversas competiciones organizadas por el sector amateur del fútbol mexicano.
En la temporada 2019-2020 se congeló la franquicia del Real Zamora como consecuencia de la falta de apoyo económico y de infraestructura en su localidad de origen, esta franquicia contaba con el derecho para participar en la Segunda División de México, por lo que se debía ser reactivada para el siguiente ciclo futbolístico o corría el riesgo de perderse, aprovechando esta situación, los propietarios de los Azores consiguieron la franquicia en calidad de préstamo para participar en la categoría de bronce del fútbol mexicano a partir de la temporada 2020-2021, al tratarse de un préstamo, la franquicia podía ser adquirida por sus arrendatarios hasta dos años después de darse el préstamo.
El 29 de julio de 2020 se hizo oficial la participación del Azores de Hidalgo Fútbol Club en la Segunda División de México, siendo colocado en el Grupo 2, debido a la situación especial de la temporada, el equipo compitió junto con los demás integrantes de la categoría, en lugar de ser ubicado en una de las dos series en las que se acostumbra dividir la Segunda División.
El 7 de agosto se anunció a Samuel Ponce de León como el primer director técnico en la etapa profesional del club. También se informó que la base del equipo estaría conformada principalmente por jugadores nacidos en el estado de Hidalgo como parte del proceso de visorías realizado anteriormente.
El 19 de septiembre de 2020 se jugó el primer partido oficial en la historia de la institución, correspondiente a la jornada 1 de la temporada 2020-21 de la Segunda División. En el encuentro los Azores de Hidalgo fueron derrotados por 2-1 ante el Deportivo Dongu. Carlos Calderón anotó el primer gol en la historia del club.
En noviembre de 2020 el equipo tuvo un cambio de sede, pasando a jugar en el Estadio de la Asociación Deportiva Tula A.C., localizado en el municipio del mismo nombre.
En enero de 2021 el equipo de Azores se retira de la liga por problemas institucionales y devuelve la franquicia a los propietarios originales, quienes para darle continuidad y no abandonar la competencia se asociaron con el Inter de Querétaro Fútbol Club, proyecto que había iniciado en la Tercera División de México y que pasó a ocupar ese lugar en la Liga Premier, sin embargo, debido a que el proceso ocurrió en el transcurso de la temporada, el equipo continuó apareciendo como Azores de Hidalgo en los registros oficiales hasta el final del ciclo futbolístico.

## Instalaciones
El Azores de Hidalgo Fútbol Club disputababa sus partidos como local en el Estadio de la Asociación Deportiva Tula A.C. Cuenta con una capacidad aproximada para 1,500 espectadores.
Originalmente, el equipo tuvo como sede el estadio de la Unidad Deportiva Ángel Losada, localizado en el municipio de Apan.

## Temporadas
| Temporada | División          | Posición      |
| --------- | ----------------- | ------------- |
| 2020/2021 | 3.Segunda Serie A | 11o. Grupo II |